# Catarina Dolgorukov
Princesa Catarina Mikhailovna Dolgorukova (em russo: Екатерина Михайловна Долгорукова; 14 de novembro de 1847 - 15 de fevereiro de 1922) era filha do Príncipe Michael Dolgorukov e Vera Vishnevskaya. Ela era uma amante de longa data e mais tarde esposa morganática do czar Alexandre II da Rússia, foi dado o título de Princesa Yurievskaya.